# Phil Hartman
Philip Edward Hartman (Brantford, Ontario, 24 de septiembre de 1948-Los Ángeles, 28 de mayo de 1998) fue un actor y humorista canadoestadounidense. Prestó su voz a Troy McClure y a Lionel Hutz en la serie animada Los Simpson.  Fue actor en las películas Pequeños guerreros y Jingle All the Way, además de la serie NewsRadio. Antes de Los Simpson, trabajó varias temporadas en televisión en el programa Saturday Night Live. Tras la muerte de Hartman por homicidio, los personajes a los que daba voz en Los Simpson fueron retirados. 

## Carrera en televisión
En 1986, Hartman se unió al reparto del popular programa de variedades de la NBC Saturday Night Live, y permaneció durante ocho temporadas, lo que fue un récord en esa época. Hartman era conocido por sus imitaciones, que incluían al expresidente Ronald Reagan, Charlton Heston, Frank Sinatra, Telly Savalas, Ed McMahon, Michael Caine, Jack Nicholson, Barbara Bush, Burt Reynolds, Phil Donahue y al presidente Bill Clinton, el cual era quizá su imitación más conocida. Sus otros personajes en Saturday Night Live incluían al monstruo de Frankenstein y al Abogado Cavernícola Descongelado. Regresó dos veces como anfitrión del programa después de su salida en 1994.
Entre 1991 y 1998, Hartman le dio voz a un número de personajes en la popular serie de animación Los Simpson, incluyendo al inseguro abogado Lionel Hutz, al actor Troy McClure, Tom, el hermano mayor de Bart y al  embaucador promotor del monorrail Lyle Lanley. En el episodio Selma's Choice, le dio voz a cinco personajes diferentes, incluyendo a McClure y Hutz. También hizo la voz de Bill Clinton.
Sus apariciones en Los Simpson fueron:
- Temporada 2: Bart Gets Hit by a Car, Homer vs. Lisa and the 8th Commandment, Old Money.
- Temporada 3: Bart the Murderer, Saturdays of Thunder, Flaming Moe's, Burns Verkaufen der Kraftwerk, Lisa the Greek, Homer Alone, Bart's Friend Falls in Love.
- Temporada 4: A Streetcar Named Marge, Marge Gets a Job, New Kid on the Block, Mr. Plow, Marge vs. the Monorail, Selma's Choice, Brother from the Same Planet, Duffless, Marge in Chains.
- Temporada 5: Treehouse of Horror IV, Marge on the Lam, Bart's Inner Child, The Last Temptation of Homer, Burns' Heir, El niño que sabía demasiado, Lady Bouvier's Lover, Secrets of a Successful Marriage.
- Temporada 6: Another Simpsons Clip Show, Sideshow Bob Roberts, Grampa vs. Sexual Inadequacy, Bart vs. Australia, A Star is Burns, Lisa's Wedding, 'Round Springfield, The Springfield Connection.
- Temporada 7: Radioactive Man, Lisa the Vegetarian, The Simpsons 138th Episode Spectacular, Marge Be Not Proud, Bart the Fink, Lisa the Iconoclast, The Day the Violence Died, A Fish Called Selma, 22 Short Films About Springfield.
- Temporada 8: Treehouse of Horror VII, The Itchy & Scratchy & Poochie Show, The Simpsons Spin-Off Showcase.
- Temporada 9: Lisa the Skeptic, Realty Bites, All Singing, All Dancing, Das Bus, Lisa the Simpson, This Little Wiggy.
- Temporada 10: Bart the Mother.

En 1994, Hartman dejó SNL. Su última escena en Saturday Night Live consistió en él tratando de consolar a Chris Farley (quien estaba disfrazado como su personaje de Matt Foley). El siguiente proyecto de Hartman iba a ser un programa de variedades que llevaría su propio nombre. Después de que Dana Carvey anunció sus planes para su propio programa de variedades, Hartman prefirió poner su atención en un programa de situaciones más estándar. En 1995, se convirtió en una de las estrellas del programa cómico NewsRadio, donde interpretó al necio locutor de noticias por radio Bill McNeal.

## Carrera en videojuegos
En 1998 interpretó al capitán Blasto en el videojuego Blasto para la consola PlayStation.

## Vida personal
Hartman contrajo matrimonio con Gretchen Lewis en 1970, y se divorciaron en algún momento desconocido, antes de 1982. En 1982 se casó con su segunda esposa, Lisa Strain. El matrimonio duró tres años, hasta que la pareja se divorció en 1985.
Hartman se casó con Brynn Omdahl el 25 de noviembre de 1987 después de que Brynn quedó embarazada durante la tercera cita de la pareja. Juntos tuvieron dos hijos: Sean Edward Hartman (nacido en 1989) y Birgen Anika Hartman (nacida en 1992).
Se comentaba que Brynn sentía celos del éxito de Hartman. Hizo comentarios a la coestrella de Hartman en Saturday Night Live, Jan Hooks, de que quizá Hooks y Phil estaban casados en otro nivel.
Una amistad recuerda que Brynn «tenía problemas para controlar su enojo... Ella recibía atención por miedo de perder el temperamento».

## Asesinato
El 28 de mayo de 1998, Phil Hartman fue asesinado por su esposa Brynn en su hogar de Encino, condado de Los Ángeles (California). Tenía cuarenta y nueve años. 
Mientras dormía, Brynn entró a su habitación con un revólver y lo hirió mortalmente al dispararle múltiples veces en la cabeza. Brynn estaba intoxicada en ese momento por consumo de alcohol, cocaína y fármacos.
Consecuentemente Brynn condujo hasta la casa de su amigo Ron Douglas y, después de confesar el asesinato, se desmayó. Después de recobrar la consciencia, los dos condujeron de vuelta a la casa de los Hartman en coches separados, donde Douglas vio el cuerpo sin vida de Hartman.  Douglas telefoneó a los servicios de emergencia y admitió a la operadora que inicialmente no creyó la versión de Brynn hasta que había visto el cuerpo de Phil. Al llegar, la policía trató de retirar a los dos pequeños hijos de los Hartman y a Douglas de la propiedad. Mientras esto sucedía, Brynn entró a la habitación y se suicidó al dispararse en la sien.
En ese momento, un vecino anónimo de los Hartman dijo a un reportero de CNN que la pareja había estado experimentando problemas maritales: «Ha estado empeorando, pero no pensé que llevaría a esto». Sin embargo, Steve Guttenberg comentó que eran «una pareja muy feliz, y siempre tuvieron la apariencia de estar bien equilibrados». Phil Hartman indicó en su testamento que su cuerpo fuera incinerado y sus cenizas fueran esparcidas sobre la Bahía Esmeralda en la isla de Santa Catalina.
Los niños fueron criados en Eau Claire, Wisconsin y Edina, Minnesota, por la hermana de Brynn, Katharine Wright, y su esposo Mike, quienes no tenían hijos propios. Como guardianes de Sean y Birgen, la pareja recibió cincuenta mil dólares en el testamento de Phil Hartman. En mayo de 2000, los niños Hartman recibieron más de $10000 cada uno por una demanda de muerte injusta. [cita requerida] El testamento de Hartman estipulaba que cada hijo recibirá un tercio de su herencia cuando cumplieran los veinticinco, o cuando obtuvieran un título de graduación de alguna universidad acreditada. Recibirán la mitad de la herencia cuando cumplan treinta y el resto de los bienes de Hartman cuando cumplan treinta y cinco. La cantidad total del patrimonio de Phil Hartman fue estimado en 1,23 millones de dólares.

### Culpabilidad
La Policía de Los Ángeles puntualizó que el asesinato de Hartman fue debido a una discordia doméstica entre la pareja. Al momento del asesinato, Brynn Hartman era conocida por haber estado tomando el fármaco antidepresivo Zoloft, el cual fue citado como la causa de sus acciones. Una demanda por muerte injusta fue iniciada por el hermano de Brynn, Gregory Omdahl, contra el manufacturador de la medicina, Pfizer, y contra su psiquiatra, Arthur Sorosky, quien prescribió el producto.

## Reacciones
Para mostrar su respeto, los escritores de Los Simpson retiraron a los personajes de Hartman en los que se destacan como el actor Troy McClure y el abogado Lionel Hutz, en vez de encontrar otro actor de voz para esos personajes.
El episodio Bart the Mother marcó su participación final en la serie, y fue dedicado a él. En la pista con el audiocomentario que acompaña los DVD de Los Simpson, la aparición de algún personaje de Hartman evoca uniformemente elogios por parte del equipo de producción del programa. Una cantidad considerable de los participantes de Los Simpson hablan largamente acerca de sus experiencias con Hartman como una rara combinación de profesionalidad, facilidad para la comedia, amistad y decencia.